# روتا (جزيرة)
جزيرة روتا (بالتشاموروية: لوتا)، والمعروفة أيضًا باسم "جزيرة الود"، هي جزيرة تقع في أقصى الجنوب لكومنولث الولايات المتحدة لجزر ماريانا الشمالية (CNMI) والجزيرة الثانية تقع في أقصى الجنوب من أرخبيل ماريانا. ويعتقد أن اسم روتا تسمية إسبانية ربما على بلدية روتا الإسبانية. تقع على بعد حوالي 40 ميلًا بحريًا (74 كم) شمال شرق جزيرة غوام التابع للولايات المتحدة. قرية سينابالو هي الأكبر والأكثر سكانًا، تليها قرية سونج سونج.